# Trichactis hardyi
Genre
Espèce
Trichactis hardyi, seul représentant du genre Trichactis, est une espèce de cnidaires anthozoaires de la famille des Cerianthidae.

## Systématique
Le nom valide complet (avec auteur) de ce taxon est Trichactis hardyi Leloup, 1964.

## Publication originale
- Leloup, E. (1964). Larves de Cerianthaires. Discovery reports. 33: 251-307.